# Aeroportul Taiyuan Wusu
Aeroportul Taiyuan Wusu (IATA: TYN, ICAO: ZBYN) este un aeroport din Taiyuan, Shanxi, Republica Populară Chineză ce deservește zona Taiyuan. Aeroportul a fost tranzitat în 2022 de 5.526.997 de pasageri. A fost numit după zona deservită.
Situat la o altitudine de 785 m, aeroportul dispune de o singură pistă.